# Desmalopex
Desmalopex és un gènere de ratpenats de la subfamília dels pteropodins. Tradicionalment se l'ha inclòs dins del gènere Pteropus i només es troba a les Filipines.
Conté les espècies següents:
- Guineu voladora de Luzon (Desmalopex leucopterus)
- Desmalopex microleucoptera